# Mradice (zámek)
Zámeček v Mradicích stojí na západním okraji vesnice asi 3,5 kilometru jihozápadně od Postoloprt v okrese Louny. Doba jeho stavby zatím není známá, pravděpodobně pochází z přelomu 18. a 19. století. Z celého areálu se dochovala pouze hlavní zámecká budova a část parku, protože hospodářské objekty (stáje, stodola a sýpka) byly zbořeny v osmdesátých letech dvacátého století. Od roku 1964 je zámek chráněn jako kulturní památka ČR.

## Historie
V minulosti nebyl objekt, nazývaný dnes zámkem, takto vnímán. Neplnil totiž ani funkci správní, ani rezidenční. Ponfiklova ani Sommerova topografie z let 1828 a 1846 se v pasáži o Mradicích o zámku nezmiňují. V případě Sommera se mluví jen o hospodářském dvoře. O zámku se nepíše ani ve Vlastivědě Žateckého okresu z let 1904–1908, kde je Mradicím věnován rozsáhlý prostor. Dokonce ani akademický soupis českých památek ze 70. let minulého století o žádném zámku v Mradicích neví. Nicméně od ledna 1964 je celý areál hospodářského dvora v Mradicích památkově chráněný a obytná budova v jeho rámci získala označení zámek. Památkový katalog uvádí, že zámek je datovaný do roku 1802 a že má novogotický charakter. Nicméně datum se neopírá o žádný písemný doklad a s novogotickým slohem nemá existující fasáda nic společného.
Ve skutečnosti pochází první písemná zmínka o zámečku až z roku 1833. Pavel Vlček ovšem připouští možnost, že budova mohla být postavena už koncem 80. let 18. století, kdy byly Mradice součástí panství Stekník a patřily hraběti Janu Kulhánkovi z Klaudenštejna. Po roce 1878, kdy zámeček patřil rodině Langových, byl opatřen novogotickou fasádou. Přestavby za 1. republiky pak jeho vzhled radikálně proměnily. Od počátku 20. let 20. století probíhá rekonstrukce objektu.